# Клеомен II
Клеомен II (дав.-гр. Κλεομένης Β΄, д/н — 309 до н. е.) — цар Спарти у 370/369—309 роках до н. е.

## Життєпис
Походив з династії Агіадів. Молодший син царя Клеомброта I. Про нього обмаль відомостей. Посів трон наприкінці 370 або на початку 369 року до н. е. після смерті старшого брата Агесіполіда II. В цей час тривала Беотійська війна з Фівами. Втім військовими кампаніями керував співцар Агесілай II. Напевне, Клеомен II відповідав за дипломатичну політику. 
Надалі не виявляв політичної активності, віддавши ініціативу царям з династії Евріпонтидів — спочатку Архідаму III, а потім Агісу III. Ті очолювали військо та розв'язували зовнішні питання.
У 316—310 роках до н. е. під час війни Полісперхона проти Кассандра і союзників зберігав нейтралітет Спарти. Помер 309 року до н. е. Трон повинен був спадкувати син Акротата (відомий як Акротата I), але той помер перед смертю самого Клеомена II. Тому владу спадкував онук останнього Арей I.